# Bucculatrix thoracella
Bucculatrix thoracella là một loài bướm đêm thuộc họ Bucculatricidae. Nó được tìm thấy ở hầu hết châu Âu (except Ireland, bán đảo Iberia và bán đảo Balkan).

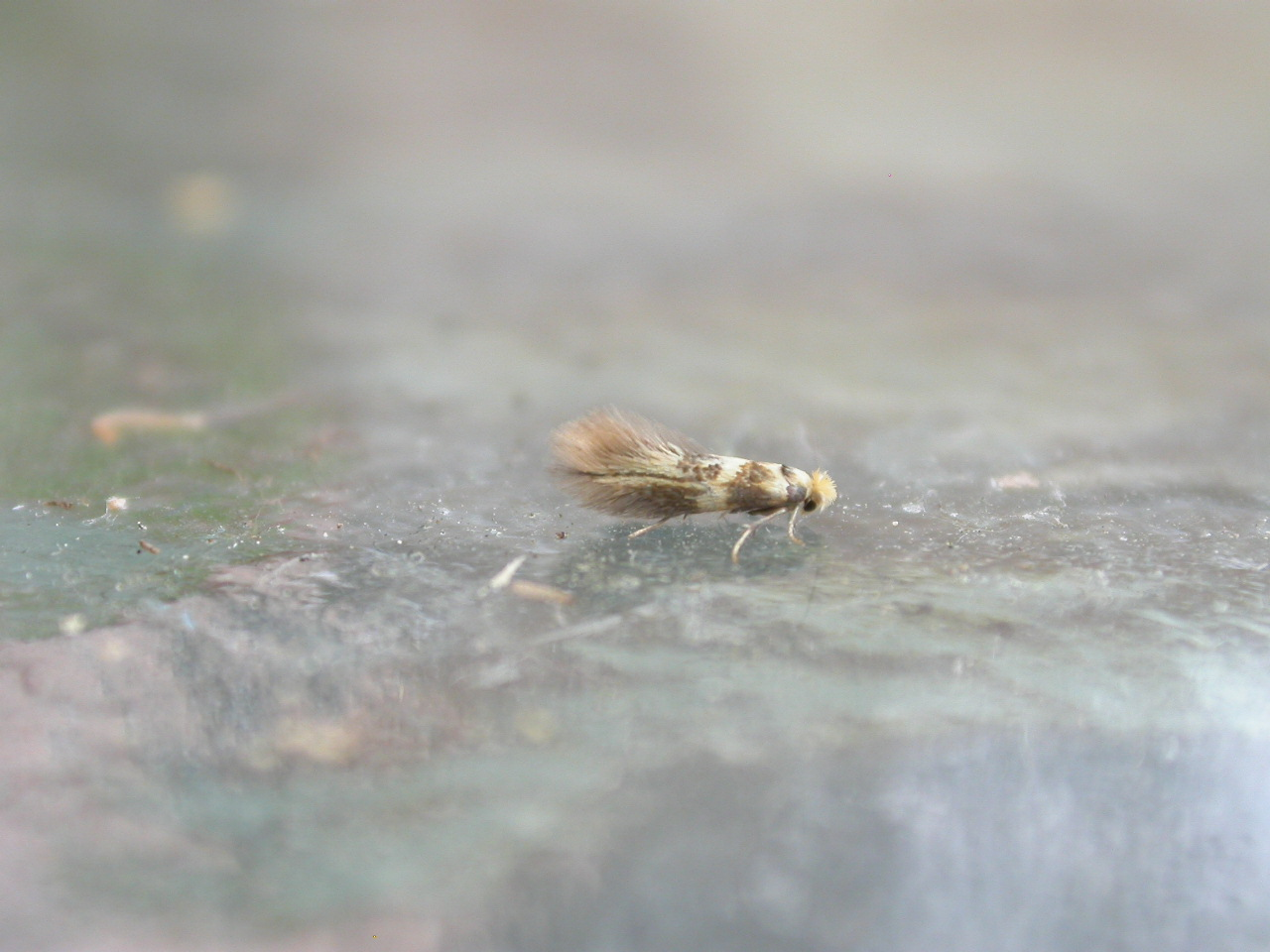

Sải cánh dài 6–8 mm. Con trưởng thành bay vào tháng 6 và sometimes một lần nữa vào tháng 8.
Ấu trùng ăn Acer campestre, Acer platanoides, Acer pseudoplatanus, Aesculus hippocastanum, Alnus, Betula, Carpinus betulus, Fagus sylvatica, Sorbus, Tilia cordata, Tilia platyphyllos và Tilia tomentosa. Chúng ăn lá nơi chúng làm tổ.